# 小嶋めい
小嶋 めい（こじま めい、12月30日 -  ）は、日本の女性声優。埼玉県出身。

## 人物
以前はトリアスに所属していた。
趣味は読書、映画鑑賞、散歩、歌。特技は睡眠。

## 出演作品
※太字は、メインキャラクター

### ゲーム
- キサラギGOLD★STAR -NONSTOP GO GO!!-（遠藤沙弥[3]）
- モンスターチャージャーV（ナーナ）

### 音声コンテンツ
- 株式会社アカリセンター 留守番電話応答音声